# Dolmen und Menhire im Département Puy-de-Dôme

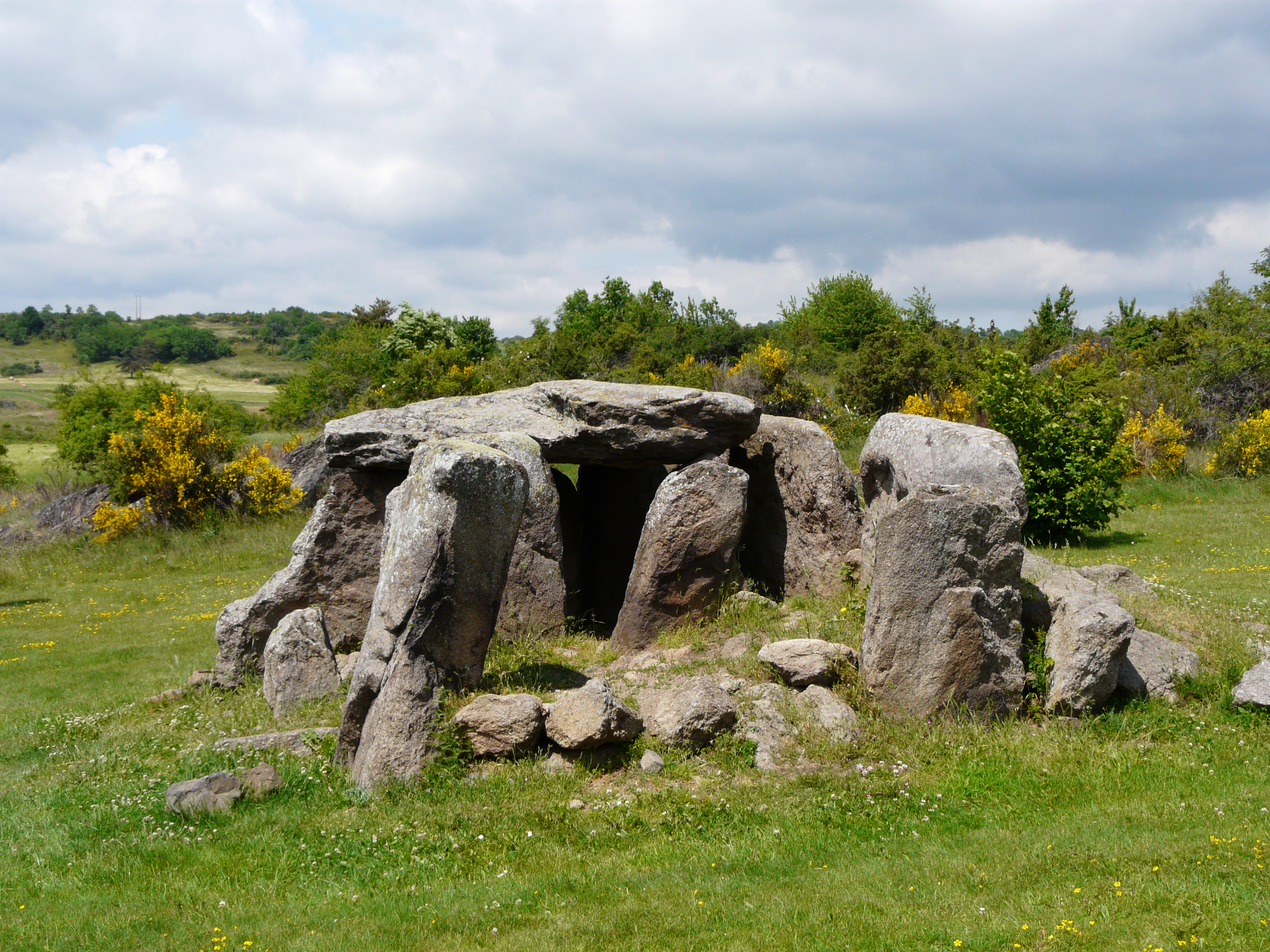
Dolmen de la Grotte

Die wenigen Dolmen und Menhire im Département Puy-de-Dôme in Frankreich sind architektonisch sehr homogen, selten spektakulär. Sie entsprechen Megalithanlagen der zweiten Hälfte des Neolithikums. Das gefundene archäologische Material ist dürftig. Die mit den Konstruktionen verbundene Folklore ist spärlich.
Bei Saint-Nectaire (sechs Dolmen), Clermont-Ferrand (sechs Menhire) und Riom (zwei Menhire) konzentrieren sich mehr als ein Drittel der Mégalithe im Département Puy-de-Dôme. Im Gegensatz dazu enthalten die Limagne und der Nordosten des Départements keine Anlagen. Die Disparität scheint nicht mit dem geologischen Kontext zusammen zu hängen. Die meisten Monumente werden auf kristallinen Massiven mit granitartigem oder vulkanischem Gestein gefunden. Der Dolmen de la Grotte ist der einzige mit einer Platte, die einen weiten Transport erforderte.

## Dolmen
Im Allgemeinen wurden Dolmen auf Plateaus oder an Hängen in Höhen zwischen 400 m und 1080 m und Menhire in Ebenen und Tälern zwischen 340 m und 955 m Höhe errichtet. Die Standorte wurden von topografischen und weniger von geologischen Kriterien bestimmt.
Die Dolmen des Departements gehören im Wesentlichen zum Typ der einfachen Dolmen (französisch Dolmen simple – Typ A und B). Es gibt nur ein Galeriegrab (L’Usteau du Loup) und einen Dolmen vom Typ Angevin. Die Mehrheit gehört zu der Gruppe, die im (Aveyron und Lot) vorkommen. Nur zwei zeigen Einfluss aus dem Westen (Pierre Fade und das Galeriegrab L’Usteau du Loup). Die Kammern sind fast immer rechteckig (außer beim Pierre de la Fade), aber von unterschiedlicher Größe. Die kleinste Kammer ist die des Pierre Cuberte, die größte des L’Usteau du Loup. Die Kammern sind meist nach Osten und Südosten offen, nur der Dolmen de la Pineyre scheint sich nach Westen zu öffnen, aber es ist nicht sicher, ob seine Öffnung ursprünglich ist. Die Innenflächen der Orthostate sind flach, sogar glatt, während die Außenflächen uneben sind. Der Dolmen de Boisseyre ist der einzige, der seinen Deckstein behalten hat. Die Hügel sind eiförmig mit 8,0 bis 12,0 m Durchmesser und im Mittel 1,5 m hoch.

## Menhire
Die Menhire bestehen meist aus porphyrischem Granit und zu einem geringen Teil aus Basalt oder Sandstein. Die Absenz von Hartgestein (Basalte) mit ausreichendem Volumen oder angemessener Form in der Gegend erklärt die Vorherrschaft des Granits. Während die Querschnitte dreieckig, oval oder viereckig (Grosse Pierre du Bois des Brosses) sind, sind die Ecken und die Kuppe im Allgemeinen gerundet (Menhir von Fohet, Pierre du Tombeau). Einige Menhire wurden bei ihrer Christianisierung verkleinert (Menhir von Villars, Croix de Saint-Roch, Menhir von Freydefond). Die durchschnittliche Höhe beträgt etwa 2,5 m. Nur vier Exemplare erreichen oder überschreiten die Höhe von 4,0 m. Es gibt keine (erhaltenen) Steinreihen oder Steinkreise im Département.

## Archäologische Ausgrabungen und Datierungen
Die ältesten bekannten Ausgrabungen sind jene, die Pater Croizet 1841 in Cournols durchgeführt hat. Viele Dolmen wurden geplündert, nur in wenigen wurde archäologisches Material gefunden. Fünf Dolmen lieferten lithisches und drei keramisches Material. Was die Knochen angeht, so erlaubten die sauren Böden ihre Konservierung nur in wenigen Ausnahmen (Dolmen des Parks, Dolmen von Saillant, Dolmen de la Grotte). Die archäologischen Funde erlauben es jedoch, die Nutzung der Megalithen des Departements zwischen dem Mittleren Neolithikum (2800 bis 2700 v. Chr.) und der Eisenzeit (1. Jahrhundert v. Chr.) zu datieren.

## Forschung
In seiner monumentalen Statistik des Departements Puy-de-Dôme von 1846 erstellte Jean-Baptiste Bouillet (1799–1878) die erste bekannte Inventarliste megalithischer Stätten des Departements. Er nimmt darin zehn Dolmen, vierzehn Menhire und acht Felsen auf. Durch weitere Aufnahmen durch Alexandre Bertrand, Étienne Castagné, Adrien Mortillet, Joseph Dechelette, Leon Ticking, G. Charvilhat und Graf von Fernand Niel steigt die Zahl auf 20 Dolmen und 20 Menhire. Die letzte systematische Inventur ist die von Sylvie Amblard aus dem Jahr 1983. Sie führt zu folgender Zählung: 
- Dolmen: 16 echte und drei wahrscheinliche Monumente, 13 verschwundene und sechs wahrscheinlich verschwundene Monumente, 14 Standorte, die fälschlich als Dolmen identifiziert wurden.
- Menhire: 22 echte und 18 wahrscheinliche (verschwundene) Monumente, zwei falsche Menhire und neun Schalensteine.